# 冯令华
冯令华（487年—546年），北魏長樂郡信都縣（今河北省衡水市冀州區）人，太师昌黎武王冯熙第七女。
冯令华生于太和十一年（487年）。曾祖北燕昭文帝冯弘，祖父太宰燕宣王冯朗。姑母文成文明皇后。兄大司馬馮誕，两个姐姐魏孝文帝的孝文幽皇后和孝文废皇后。正始二年（505年），年十九岁。正始三年（506年）正月，魏宣武帝派中侍中兼大鸿胪卿策拜冯令华为任城国妃。嫁给任城王元澄，子元彝。神龟二年（519年）十二月，元澄薨。冯令华被策拜为太妃。武定四年（546年）四月初四日丙子，因病卒于宅邸，时年六十岁。武定五年（547年）十一月十六日己酉，葬于邺城西岗漳水之北。